# Laura Mañá
Laura Mañá (Barcelona, Cataluña; 12 de enero de 1968) es una directora de cine, actriz y guionista española. Además, es una de las socias fundadoras de la Asociación de mujeres cineastas y de medios audiovisuales (CIMA).

## Filmografía

### Como directora de cine y guionista
- Paraules (1997)
- Sexo por compasión (2000)[3]
- Palabras encadenadas (2003)[4]
- Morir en San Hilario (2005)[5]
- Ni Dios, ni patrón, ni marido (2007)
- A+B+C ellas son África (2010)
- La vida empieza hoy (2010)
- Clara Campoamor, la mujer olvidada (2011)[6][7]
- Concepción Arenal, la visitadora de cárceles (2012)[8]
- Te Quiero, Imbécil (2020)[9]
- Frederica Montseny, la dona que parla (2021)[10]
- Un novio para mi mujer (2022)

### Como actriz
- La pasión turca (1994)
- La teta y la luna (1994)
- Pizza Arrabbiata (1995)
- Nadie hablará de nosotras cuando hayamos muerto (1995)
- Libertarias (1996)[11]
- Makinavaja (serie de televisión) 2ª Temporada Capítulo 12. T'acuerdas Fida, como Felisa (1997)
- Trece campanadas (2002)
- Nowhere (2002)
- Romasanta (2004)
- Abuela de verano (2005)
- Hospital Central (2006)
- Paciente 33 (2007)[12]
- Sueño de felicidad (2007)[13]
- La via Augusta (2007)

## Premios y reconocimientos
- 2022: Premios Gaudí,  Mejor película para televisión por Frederica Montseny, la dona que parla.[14]